# Stück (Mengeneinheit)
Stück ist eine Mengeneinheit, die in vielen Bereichen der Technik und des Alltags Verwendung findet und eine definierte Anzahl (Stückzahl) einer bestimmten Sache bedeutet (Abkürzung St., Stk. oder Stck.).
In der Kosten- und Leistungsrechnung, Arbeitsplanung und Arbeitsvorbereitung wie auch in anderen Bereichen der Wirtschaft sind Angaben pro Stück, wie z. B. Fertigungszeit pro Stück, Preis pro Stück (Stückpreis) üblich. In der Verpackungstechnik dient die Stückzahl zur Angabe der in einer Verpackung enthaltenen Güter.
Vielfache der Stückzahl (auch Stückmenge) eins dienen zur Definition weiterer Mengeneinheiten, wie z. B. für das Paar oder das Dutzend.
- 2 Stück = 1 Paar
- 12 Stück = 1 Dutzend

Auch die in den Naturwissenschaften, insbesondere in der Chemie, häufig genutzte SI-Einheit der Stoffmenge, das Mol, ist seit dem 20. Mai 2019 über eine Stückzahl definiert: 1 Mol entspricht genau der Stückzahl {\textstyle 6{,}022\,140\,76\cdot 10^{23}}. In Worten ausgedrückt sind das ungefähr 602 Trilliarden.
Einige alte Zählmaße (veraltete Mengeneinheiten), die auf dem Stück beruhen, sind z. B.
- 60 Stück = 5 Dutzend  = 1 Schock
- 144 Stück = 12 Dutzend = 1 Gros
- 1728 Stück = 144 Dutzend = 12 Gros = 1 Großes Groß/Großgros/Maß

Im Handel mit Holz, wie Stab- und Fasshölzer, rechnete man in Riga mit zwei verschiedenen Mengen: 60 Stück waren das gewrackte Schock und 62 Stück das ungewrackte Schock. Bei Fichtenbrettern und Bohlenhölzern hatte das ungewrackte Schock sogar 64 Stück und das gewrackte Schock 60 Stück. Das Schock Eichenbohlen hatte 60 Kraveelen. Die Maße für eine Kraveele reichte von 2 ½ Zoll Dicke und 24 Fuß Länge bis 4 ½ Zoll Dicke und 9 Fuß Länge.

## Textilmaße
- 1 Stück Garn = 10–20 Bind
- 1 Stück = 2 Toll bzw. 2 Stück = 1 Spuhl
- 12–15 Stück = 1 Mandel
- 1 Stück = 20 Fitzen
- 12 Stück = 1 Molt
- 1 Stück = 4 Roof = 20 Haspelknipp
- 1 Stück Garn = 2400 Draden
- 1 Stück = 80 Wiedel
- 10–12 Stück = 1 Ballen (Stückgut)